# گاه‌شمار تبریز
گاه‌شمار تبریز جدول زمانی حوادث و رویدادهای تاریخ تبریز، مرکز استان آذربایجانِ شرقی در شمالغرب ایران، می‌باشد.

## اولین آثار تمدن
- ۱۵۰۰ قبل از میلاد - قدیمی‌ترین نشانه‌های تمدن در تبریز متعلق به عصر آهن می‌باشد که در موزه عصر آهن موزه محل اکتشاف قبرستان عصر آهن در نزدیکی مسجد کبود می‌باشد.[۱]

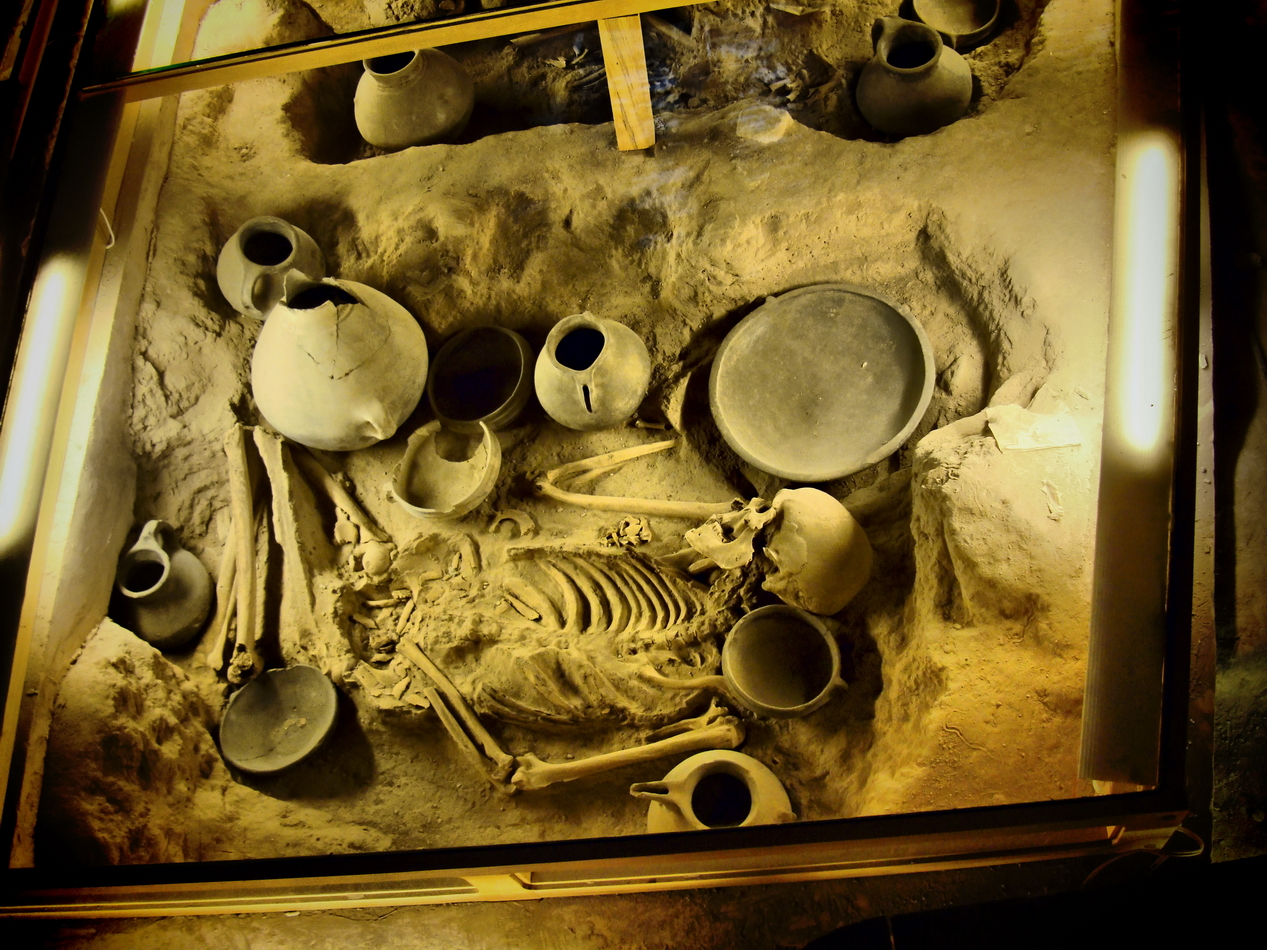
یکی از مقبره‌های کشق شده در سایت موزه عصر آهن۱۵۰۰ سال قبل از میلاد مسیح.

- ۷۱۴ قبل از میلاد - تبریز در کتیبه سارگن دوم، پادشاه آشور ذکر شد.

## قبل از قرن ۱۳ام
- قرن ۸ – ساخت بازار تبریز آغاز شد.[۲]
- ۸۵۸ – یک زلزله ویرانگر در تبریز رخ داد.[۳]
- ۱۰۴۱ – یک زلزله ویرانگر در تبریز رخ داد.[۳]

## قرن ۱۳ام
- ۱۲۰۸ - تبریز توسط ارتش پادشاهی گرجستان ضمیمه شد تحت فرمان برادران ایوان و زکریا مخاگرادزلی.[۴]
- ۱۲۷۵ - مارکو پولو در سفر خود به چین از تبریز عبور نمود.[۵]
- ۱۲۹۸ – شنب غازان ساخته شده‌است (تاریخ تقریبی).[۶]
- ۱۲۹۹– تبریز پایتخت ایلخانیان شد.[۷]

## قرن ۱۴ام
- ۱۳۰۰– ربع رشیدی (مرکز علمی) ساخته شده‌است.[۸]
- ۱۳۰۵– آرامگاه قازانیه ساخته شده‌است.[۸]
- ۱۳۱۱– مسجد عالیشاه ساخته شده‌است (تاریخ تقریبی).[۶]
- ۱۳۱۴– مدرسه سید حمزه ساخته شده‌است.[۶]
- ۱۳۲۰– ارگ تبریز ساخته شده‌است.[۸]
- ۱۳۳۰– دیمیشقایا ساخته شده‌است (تاریخ تقریبی).[۶]
- ۱۳۴۰ – مسجد استاد شاگرد و مسجد علاعیه ساخته شده‌است.[۶]
- ۱۳۵۶/۱۳۵۷ - تبریز برای مدت کوتاهی توسط مظفریان اشغال شد[۹]
- ۱۳۷۰– عمارت شیخ اویس ساخته شده‌است (تاریخ تقریبی).[۶]
- ۱۳۷۵– تبریز پایتخت قره قویونلوها شد.[۱۰]
- ۱۳۹۲– تبریز توسط تیمور محاصره شد.[۳]

## قرن ۱۵ام
- ۱۴۰۶– قره قویونلوها در قدرت هستند.
- ۱۴۶۵– مسجد کبود و مظفریه ساخته شدند.[۶]
- ۱۴۶۸– اوزن حسن در قدرت است.[۱۱]
- ۱۴۶۹– تبریز بخشی از آق قویونلو شد.
- ۱۴۷۲– پایتخت از آمید به تبریز منتقل شد.[۱۲]
- ۱۴۷۵– مسجد حسن پادشاه و مقسودیه ساخته شدند (تاریخ تقریبی).[۶]
- ۱۴۷۸– نصیریه ساخته شد.[۶]
- ۱۴۸۳– کاخ هشت بهشت ساخته شد.[۱۱]

## قرن ۱۶ام

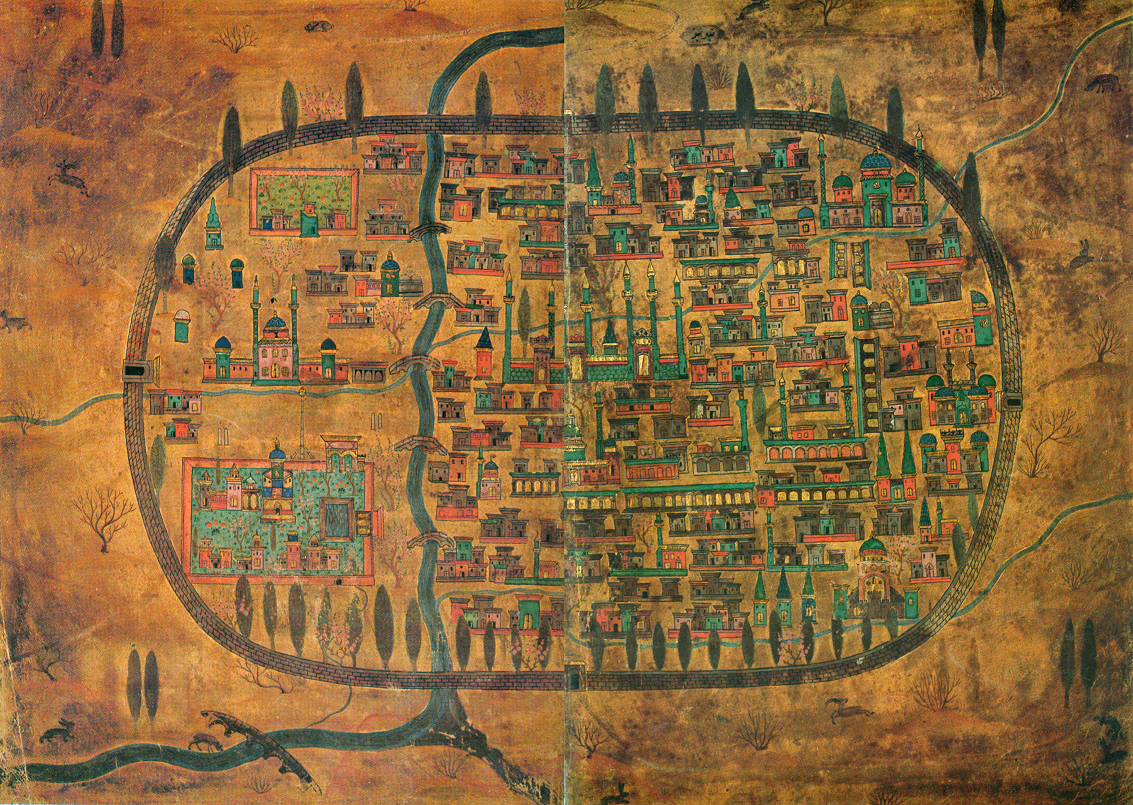
یک طرحواره از نقشه تبریز در قرن ۱۶ام که توسط مطراقچی ریاضی‌دان عثمانی کشیده شده.

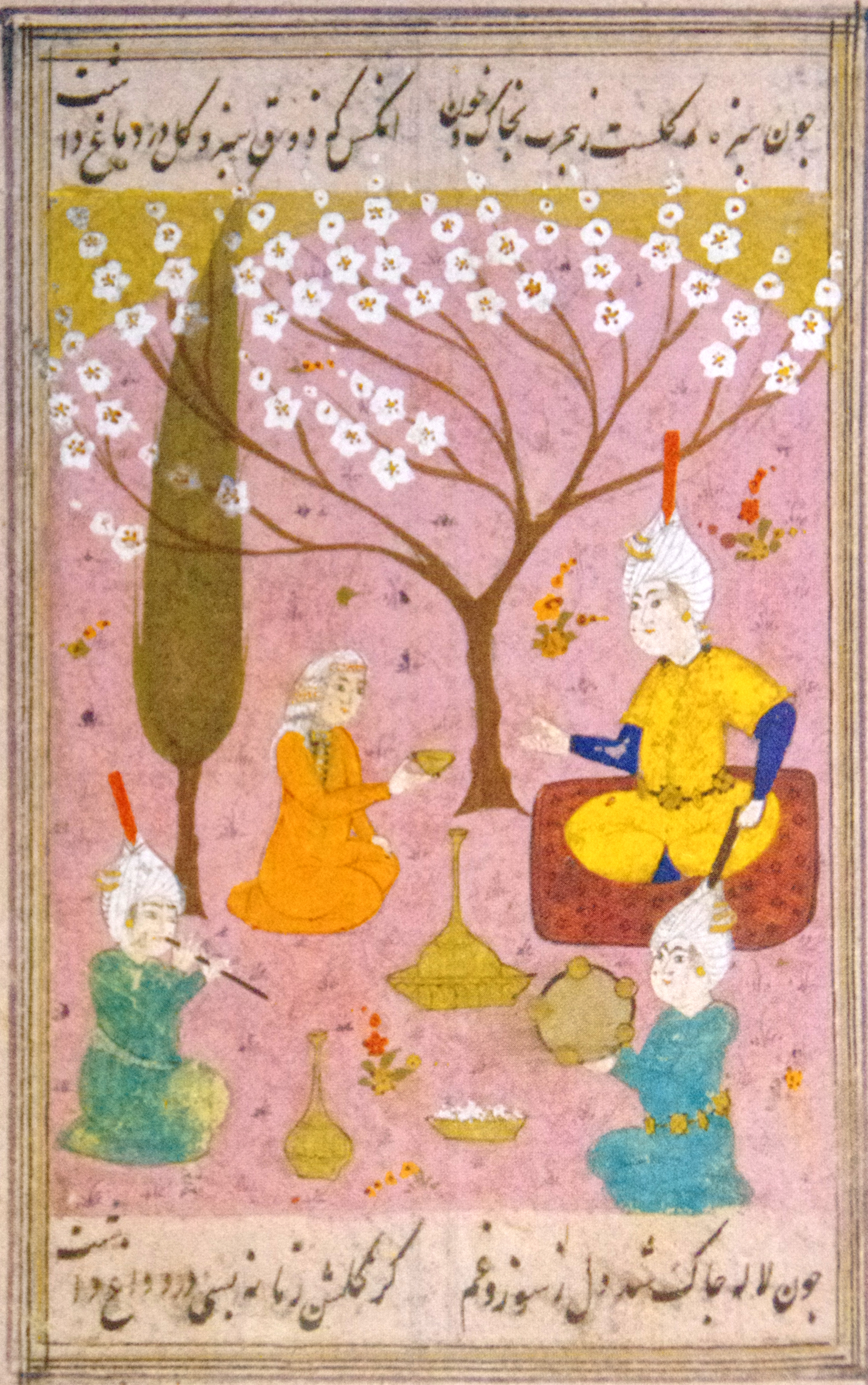
یک مینیاتور به تصویر کشیده شده از پادشاه دوم از سلسله صفوی طهماسب اول در تبریز.

- ۱۵۰۰– جمعیت: ۳۰۰۰۰۰ (تقریبی).[۱۲] پنجم پرجمعیت‌ترین شهرستان در جهان است.[۱۳]
- ۱۵۰۱– شاه اسماعیل یکم قدرت را بدست گرفت.
- ۱۵۱۴
  - ۵ سپتامبر: تبریز به اشغال سلیم یکم عثمانی درآمد.[۷]
  - صفویه در قدرت.
- ۱۵۳۴ – عثمانی در قدرت.
- ۱۵۳۵ – صفویان در قدرت.
- ۱۵۴۸
  - امپراتوری عثمانی در قدرت.
  - پایتخت از تبریز به قزوین منتقل شد.[۷]
- ۱۵۵۵ – ایرانیان در قدرت، در پی پیمان آماسیه.[۶]
- ۱۵۷۱ – شورش.[۱۴]
- ۱۵۸۵ – امپراتوری عثمانی در قدرت: اشغال تبریز بدست عثمانی‌ها و غارت و کشتار مردم تبریز.

## قرن ۱۷ام
- ۱۶۰۳ – صفویه در قدرت.
- ۱۶۱۰ – عثمانی در قدرت.
- ۱۶۱۱ – صفویه در قدرت.

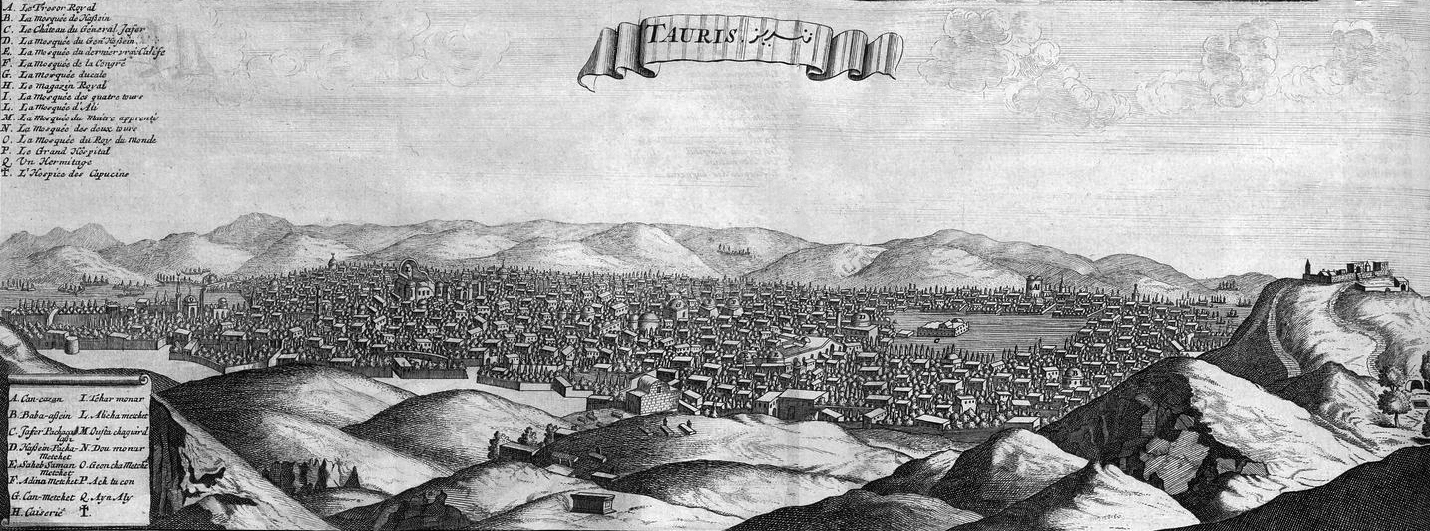
نمای ترسیم توسط ژان شاردن به سال ۱۶۷۳.

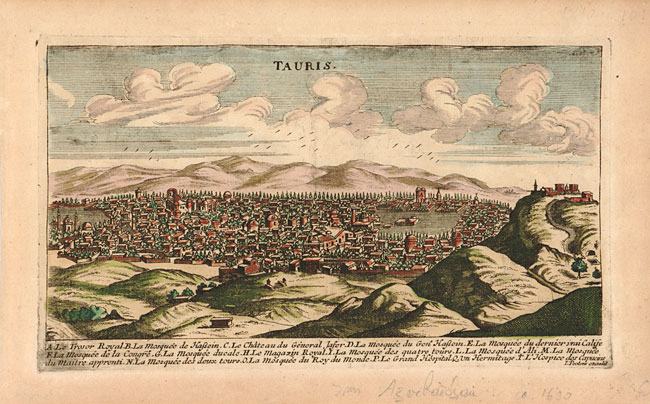
طرح تبریز در ۱۶۹۰.

- ۱۶۳۵ – تبریز توسط مراد چهارم عثمانی اشغال شد.[۶]
- ۱۶۳۶ – مسجد صاحب‌الامر ساخته شد.[۲]
- ۱۶۴۱ – زلزله مهیب.[۱۱]
- ۱۶۵۵ – مدرسه صادقیه ساخته شد.[۶]
- ۱۶۷۳ – جمعیت: ۵۵۰۰۰۰.[۱۲]
- ۱۶۷۶ – مدرسه طلبیه ساخته شد.[۶]

## قرن ۱۸ام
- ۱۷۲۱ – زلزله مهیب هشتاد هزار نفر را کشت.[۱۵]
- ۱۷۲۴ – عثمانی در قدرت.
  - ۱۷۲۴–۱۷۲۵ - عثمانی‌ها در حین اشغال دوساله تبریز حدود دویست هزار نفر از ساکنان شهر را کشتند.
- ۱۷۳۰ – صفویه در قدرت.
- ۱۷۳۶ – تبریز بخشی از قلمرو پادشاهی افشار شد.
- ۱۷۴۷ – تبریز بخشی از خانات تبریز شد.
- ۱۷۵۷ – محمدحسن‌خان قاجار تبریز را شغال کرد.[۱۶]
- ۱۷۶۲ – شهر جزوی از قملرو زند شد.[۱۶]
- ۱۷۷۵ – زلزله مهیب.[۱۲]
- ۱۷۸۰ – ۲۸۷ فوریه: زلزله باعث کشته شدن حدود دویست هزار نفر از ساکنان تبریز شد.[۷]
  - جمعیت: حدود سی هزار نفر است.
- ۱۷۸۵ – قاجاریان در قدرت.
- ۱۷۹۹ - شاهزاده قاجار عباس میرزا به عنوان والی تبریز منصوب شد.

## قرن ۱۹ام
- ۱۸۰۸ – جمعیت: ۲۵۰٬۰۰۰ (برآورد).[۱۷]
- ۱۸۲۶ – روس‌ها در جنگ ایران و روس (۱۸۲۶ تا ۱۸۲۸) تبریز را اشغال نمودند.[۱۶]
- ۱۸۲۷ – قوای امپراتوری روسیه تبریز را اشغال کردند.
- ۱۸۲۸ – قاجاریان در قدرت.
- ۱۸۳۰ – شیوع وبا.[۱۱]
- ۱۸۶۰ – تلگراف تهران-تبریز آغاز بکار کرد.[۱۸]
- ۱۸۶۸ – خانه مشروطه (تبریز) ساخته شد.
- ۱۸۸۱
  - جمعیت: ۱۶۵٬۰۰۰ (برآورد).[۱۵]
  - مدرسه مموریال تأسیس شد.[نیازمند منبع]

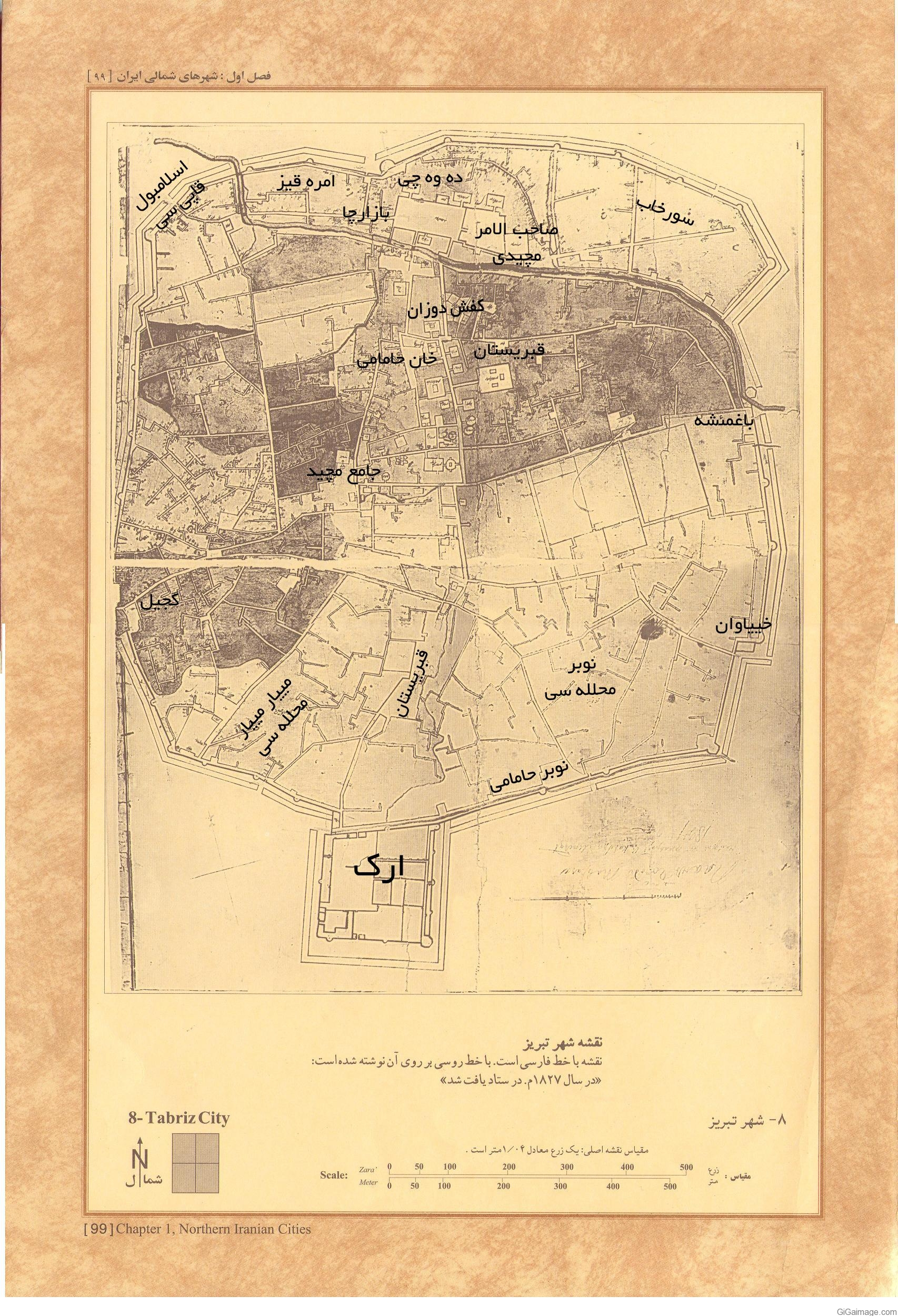
نقشه تبریز در سال ۱۸۲۷.
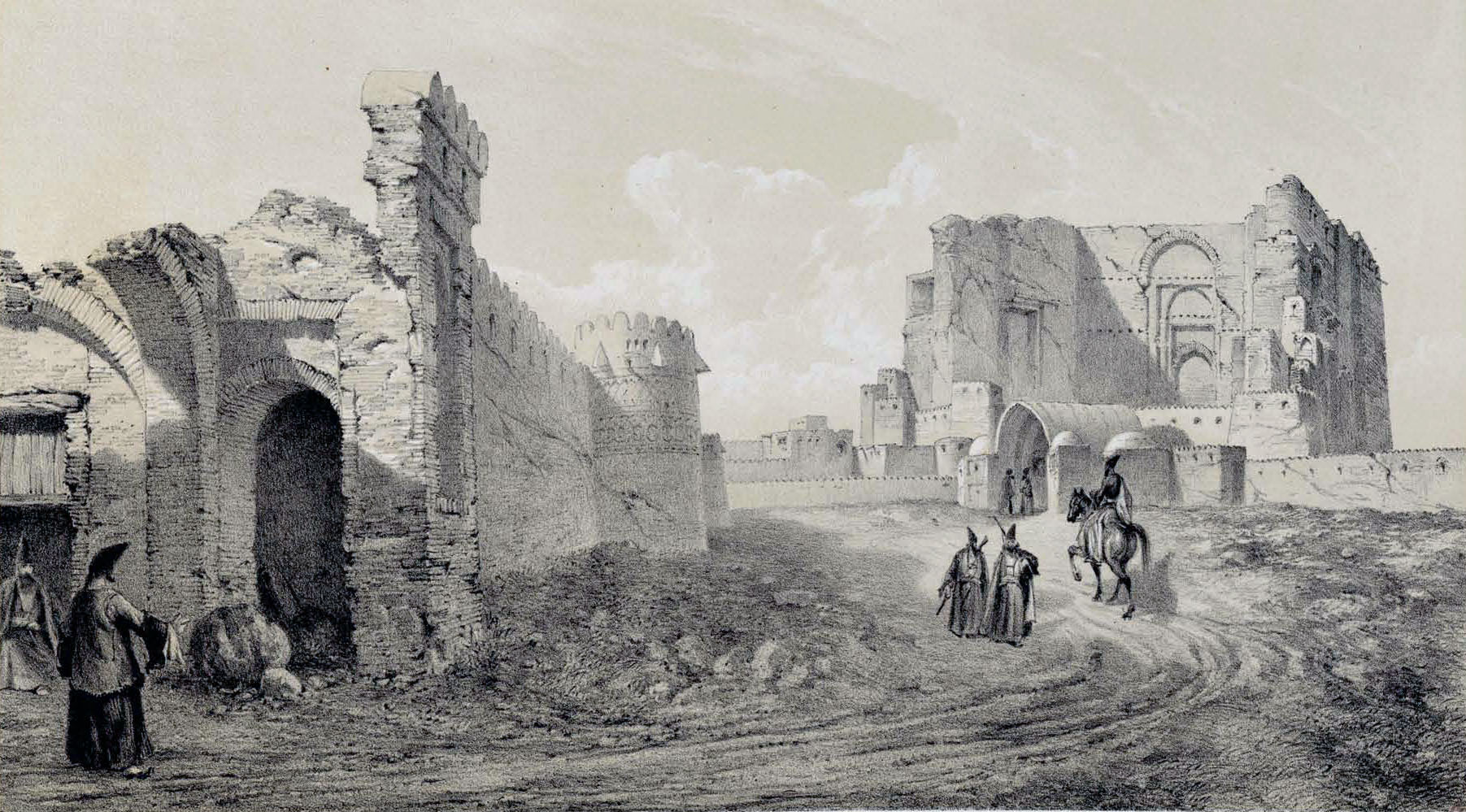
خرابه‌های ارک تبریز ۱۸۴۱.
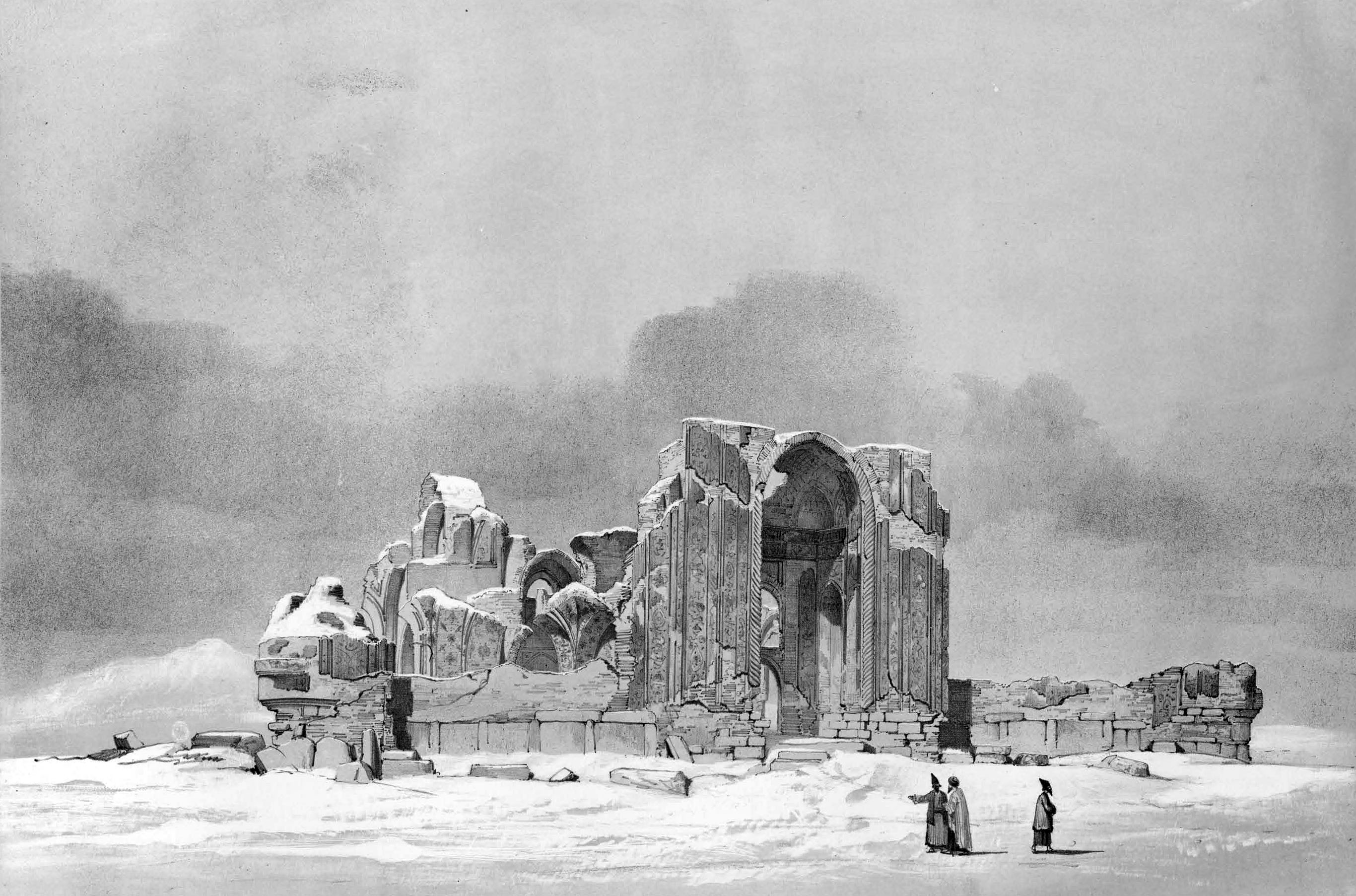
خرابه‌های مسجد کبود ۱۸۴۱.
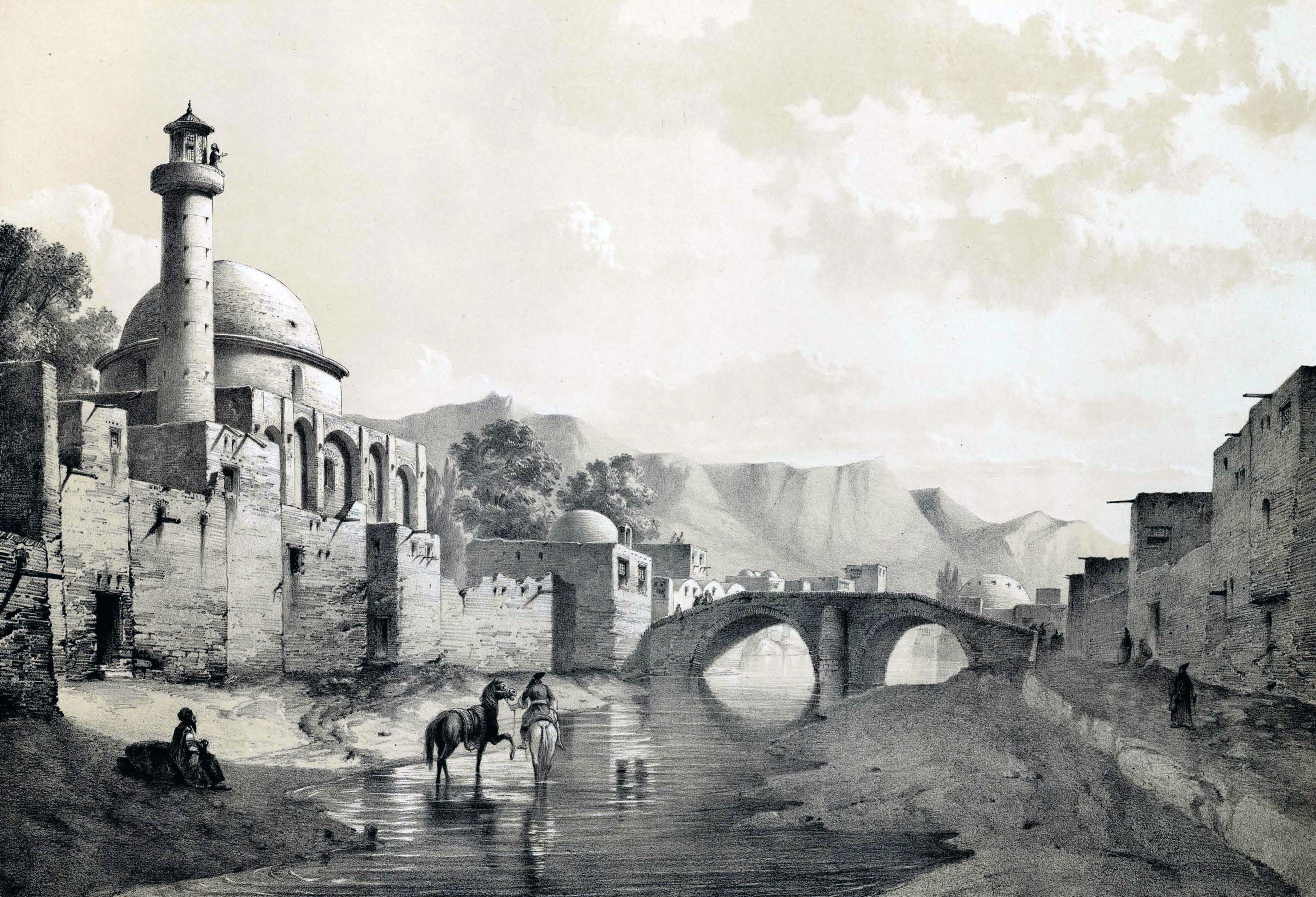
مسجد صاحب الامر و رود قوری چای ۱۸۴۱
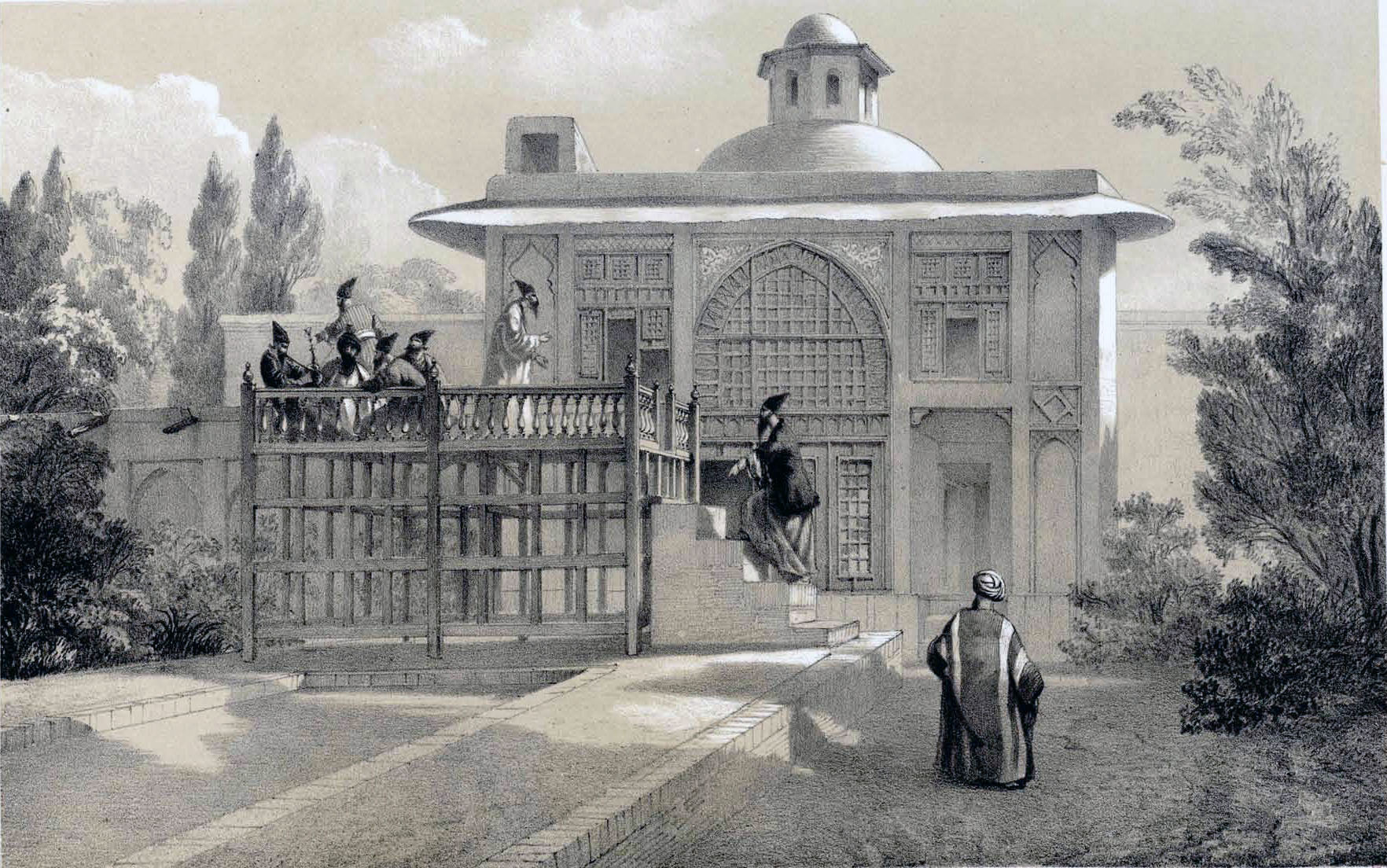
خانه‌ای در تبریز ۱۸۴۱.
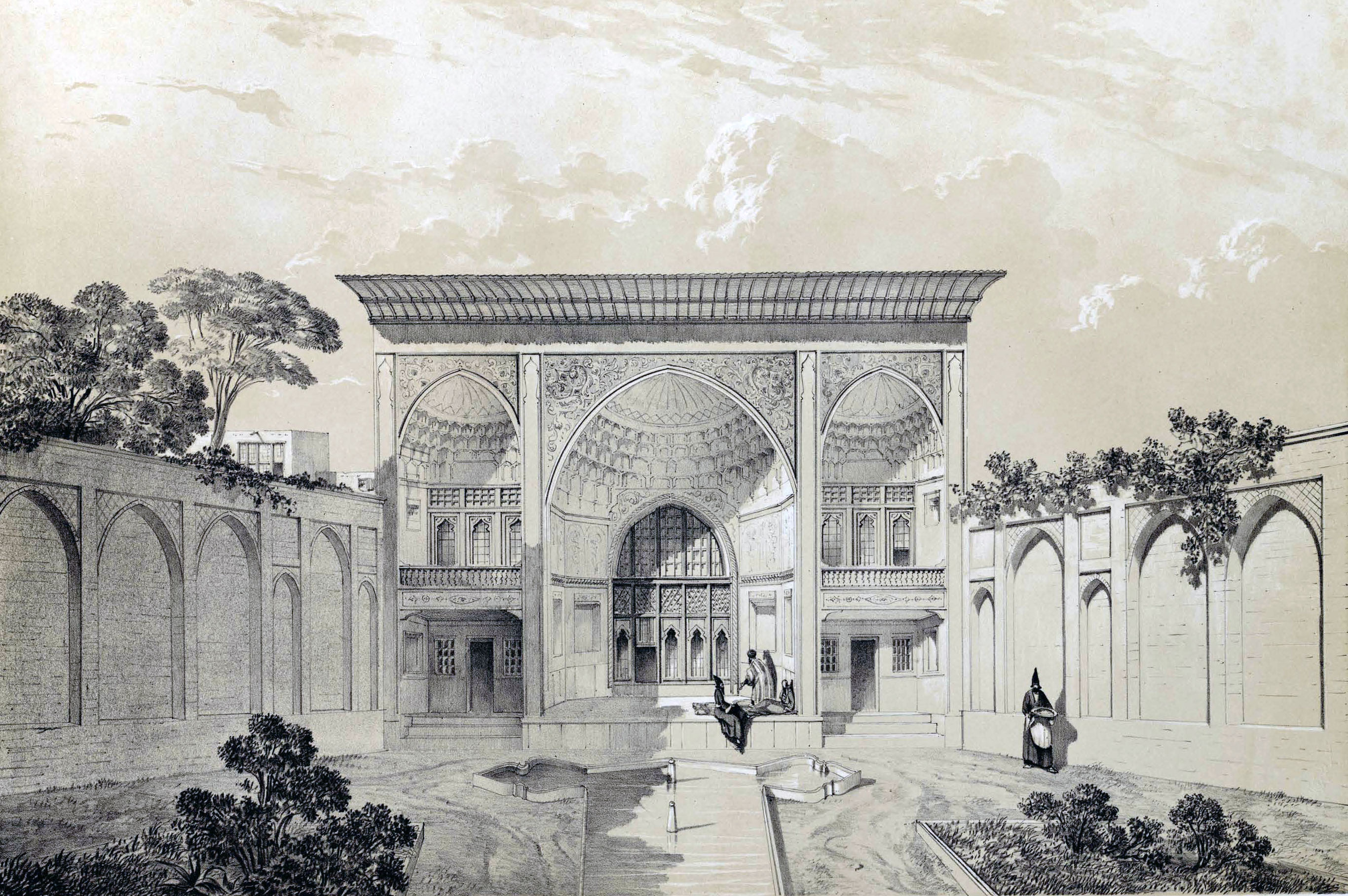
خانه‌ای در تبریز ۱۸۴۱.
خرابه‌های مسجد کبود ۱۸۷۲.
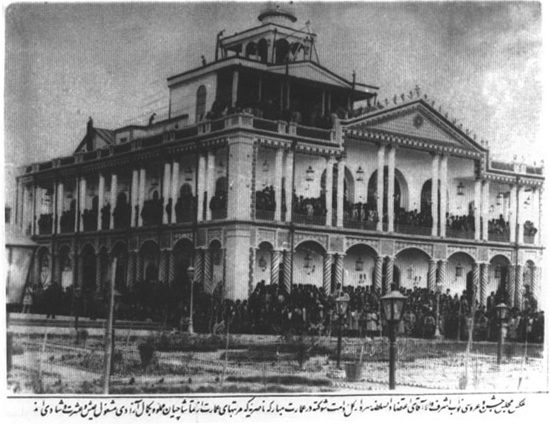
مراسم عروسی اعتضادالسلنه در عالی قاپو تبریز.
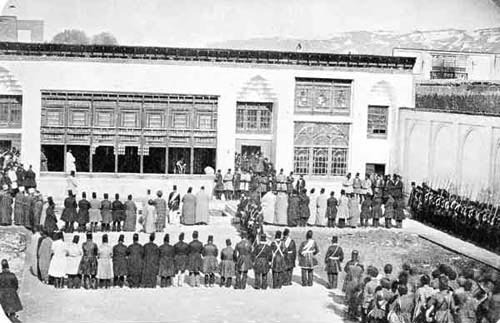
سلام میرزا مظفر حرمسرای عالی قاپو، تبریز در اواخر ۱۸۰۰.

## قرن ۲۰ام
- ۱۹۰۸- سردار همایون ولی قاسم عنوان اولین شهردار تبریز منصوب شد.
- ۱۹۰۹
  - ۱۹ مارس: هوارد باسکرویلآمریکایی در تبریز و طرفدار مشروطه خواهان در جنگ کشته‌شد.
  - ۲۹ مارس: روس‌ها و قزاقها تبریز را اشغال کردند.[۱۴]
  - ۲۹ مارس: با ورود سلطنت طلبان محاصره تبریز شکست خورد.

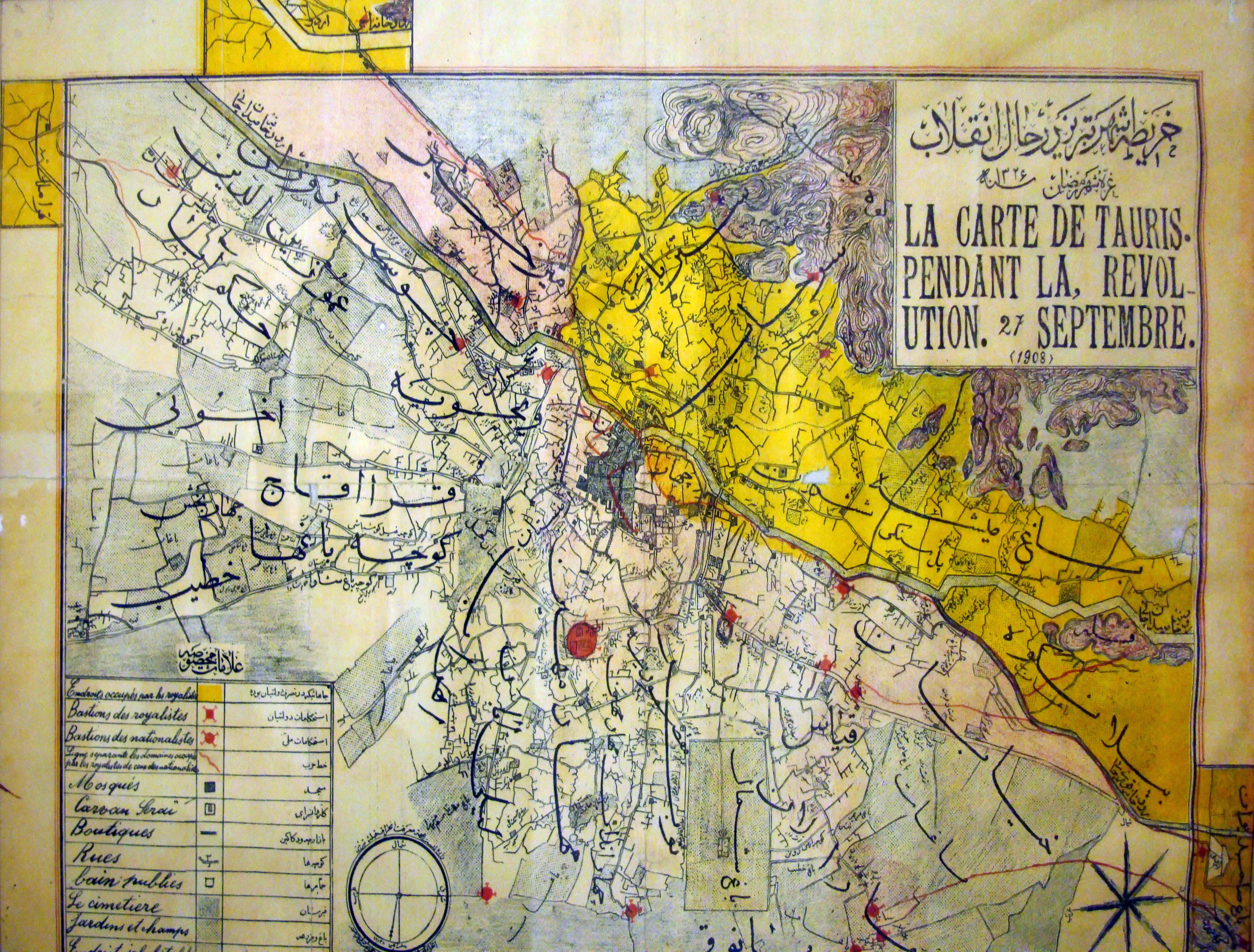
نقشه محاصره تبریز در انقلاب مشروطه در تاریخ ۲۷ سپتامبر ۱۹۰۸.
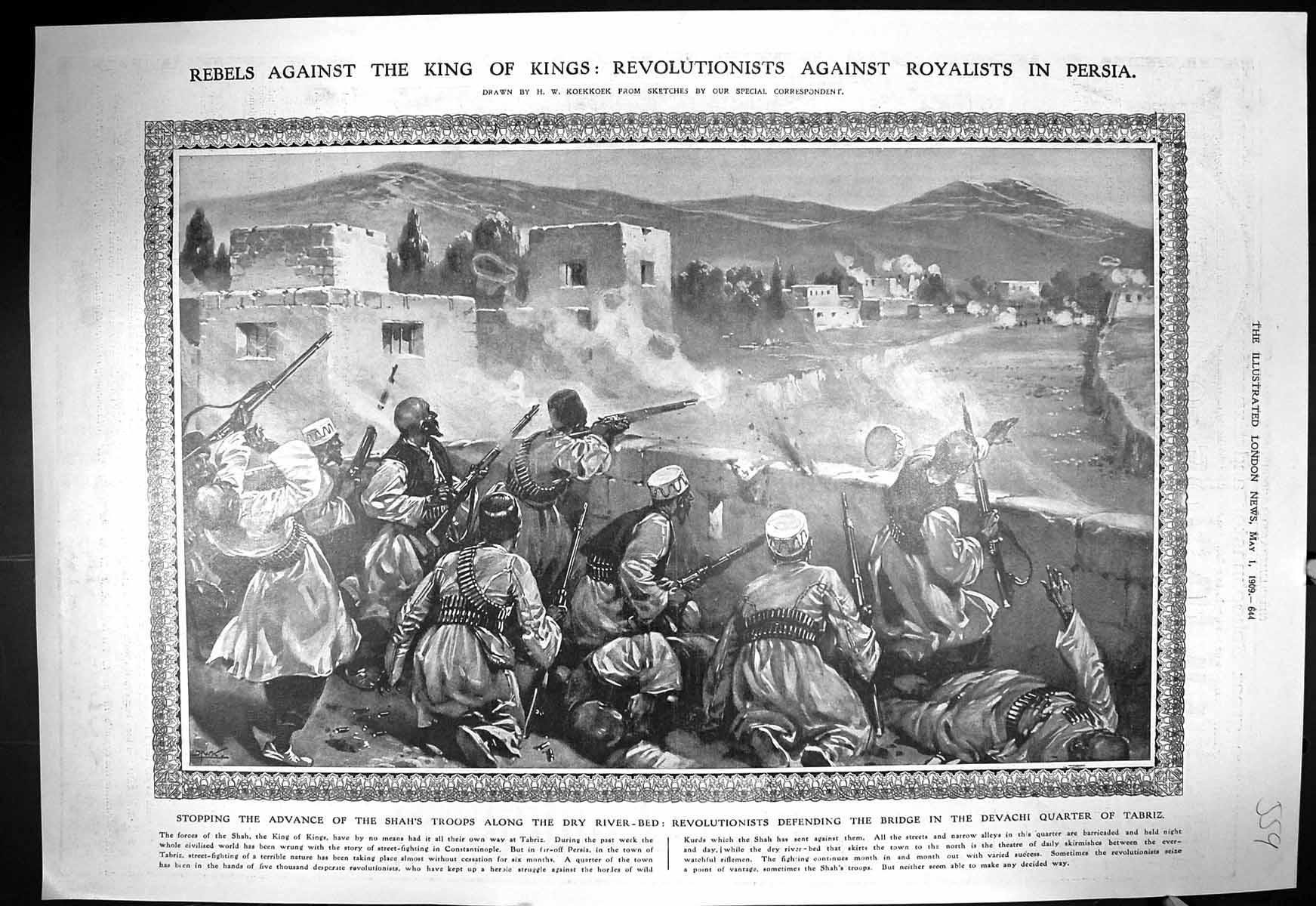
یک طرح از انقلابیون هنگام دفاع از پل دوه‌چی در روزنامه لندن، اخبار تبریز (۱ می ۱۹۰۹).
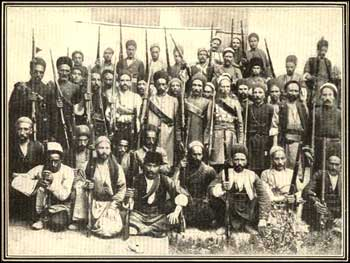
مشروطه‌خواهان در تبریز.
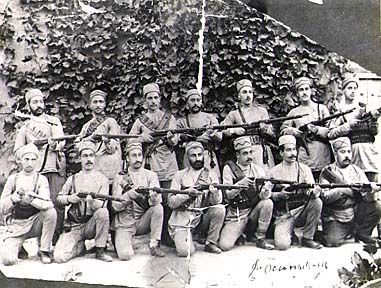
نیروهای مشروطه خواه در تبریز.
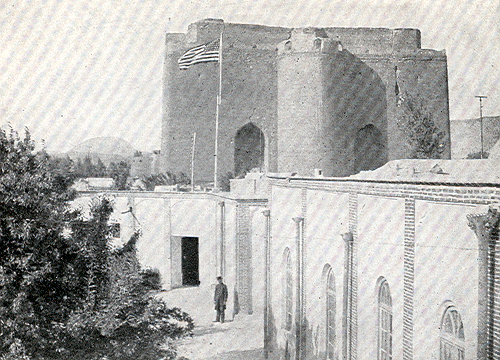
ارک تبریز و پرچم ایالات متحده در روزهای پس از انقلاب مشروطه ۱۹۱۱.

- ۱۹۱۰– جمعیت: ۲۰۰۰۰۰ (تقریبی).[۱۵]
- ۱۹۱۱:
  - دسامبر: اشغال تبریز بدست قوای روس (۱۲۹۰).
  - ۳۰ دسامبر: ثقةالاسلام تبریزی با ده تن دیگر از مشروطه خواهان و ملی گرایان توسط قزاق‌های روسی به دار آویخته شدند.[۱۹]

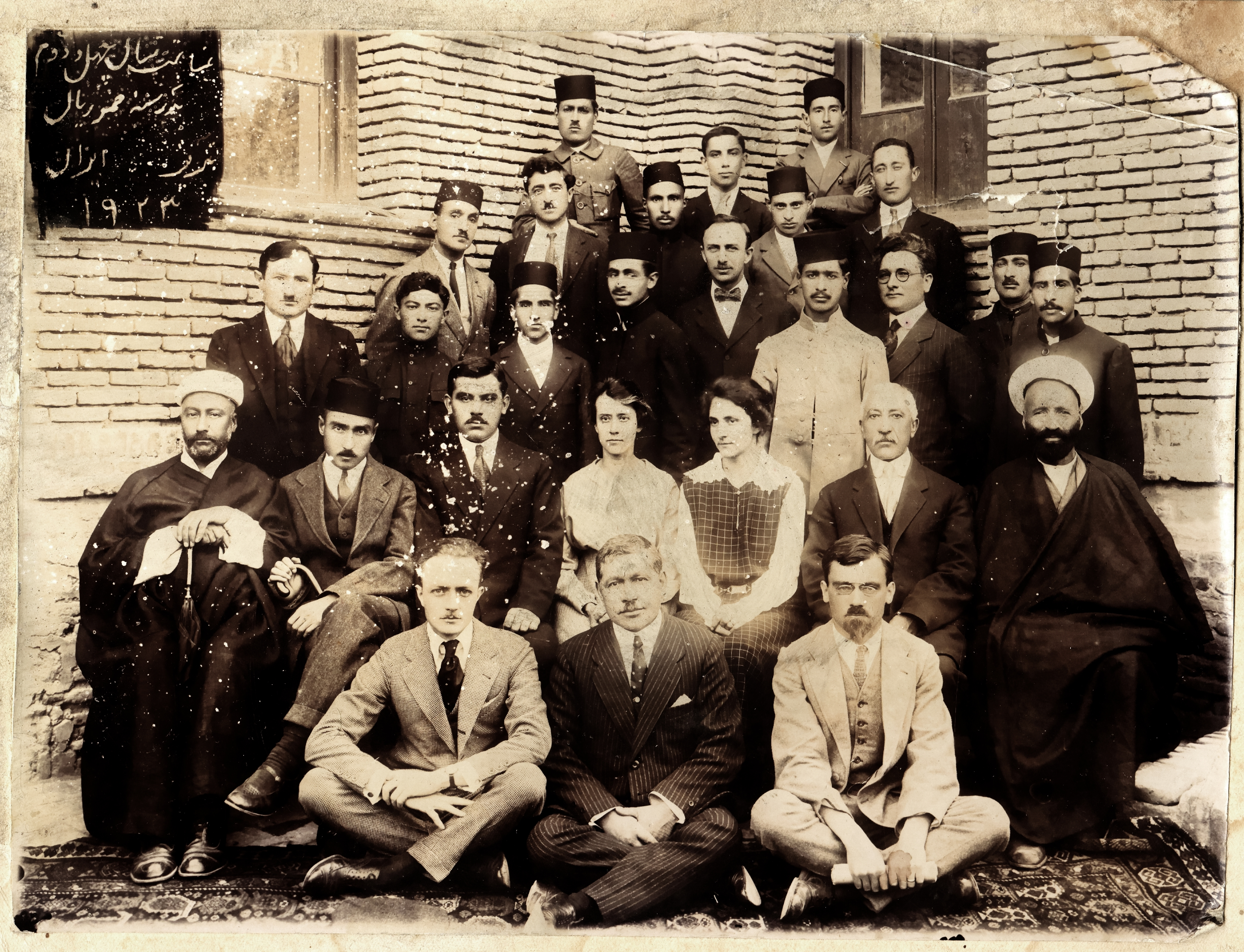
معلمان مدرسه مموریال تبریز، عکس در سال ۱۹۲۳.

- ۱۹۱۴ – راه‌آهن جلفا-تبریز ساخته‌شد.
- ۱۹۱۵
  - تبریز توسط نیروهای عثمانی در طول تهاجم تبریز جنگ جهانی اول اشغال شد.
- ۱۹۱۷
  - برج آتش‌نشانی تبریز ساخته شده‌است.[۲۰]
  - کارخانه کبریت توکی به عنوان یکی از اولین واحده‌های صنعتی خصوصی ساخته شد.[۲۱]
- ۱۹۱۸
  - ۲۸ فوریه: عقب‌نشینی روس‌ها از تبریز به پایان رسید.[۱۱] : 496 
  - ۲۸ فوریه: اسماعیل نوبری از سران محلی حزب دموکرات کنترل شهر را بدست گرفت.
  - ۱۸ ژوئن: تبریز توسط نیروهای عثمانی اشغال شد.
- ۱۹۲۰
  - ۴ سپتامبر: قوای قزاق را کنترل شهر پس از عقب‌نشینی از نیروهای عثمانی بدست گرفتند.[۱۴]
  - اواخر تابستان: انقلاب شیخ محمد خیابانی با کمک قزاق‌ها سرکوب شد.[۲۲]
- ۱۹۲۱– کتابخانه تربیت تأسیس شد.
- ۱۹۲۲
  - ۱ فوریه: فرمانده لاهوتی با شورش کنترل تبریز را بدست گرفت.[۲۳]: 134–142 
  - ۷ فوریه: قیام لاهوتی توسط قزاق‌ها سرکوب شد.
- ۱۹۲۵ – شهر بخشی از سلسله پهلوی شد.
- ۱۹۳۴–
  - کاخ شهرداری تبریز ساخته شد.
  - سیلی ویرانگر خسارت زیادی به بخش‌های مختلف تبریز ازجمله به بخش‌های مرکزی این شهر وارد نمود از جمله بنای تاریخی شمس‌العماره در محل کاخ استانداری آذربایجان شرقی در اثر این سیل تخریب شد.[۲۴]
- ۱۹۳۵ -
  - ارفع‌الملک جلیلی شهردار وقت تبریز با اختصاص بودجه‌دومیلیون‌تومانی دست به تعریض مسیل ۱۲ کیلومتری رودخانه قوری چای در داخل شهر تبریز کرد.[۲۵]
- ۱۹۳۷– تبریز مرکز استان جدید آذربایجان شرقی شد.[۱۴]
- ۱۹۴۱
  - تبریز به اشغال ارتش سرخ درآمد (بخشی از اشغال ایران در جنگ جهانی دوم).
- ۱۹۴۵
  - نوامبر - تبریز پایتخت حکومت خودمختار آذربایجان شد.

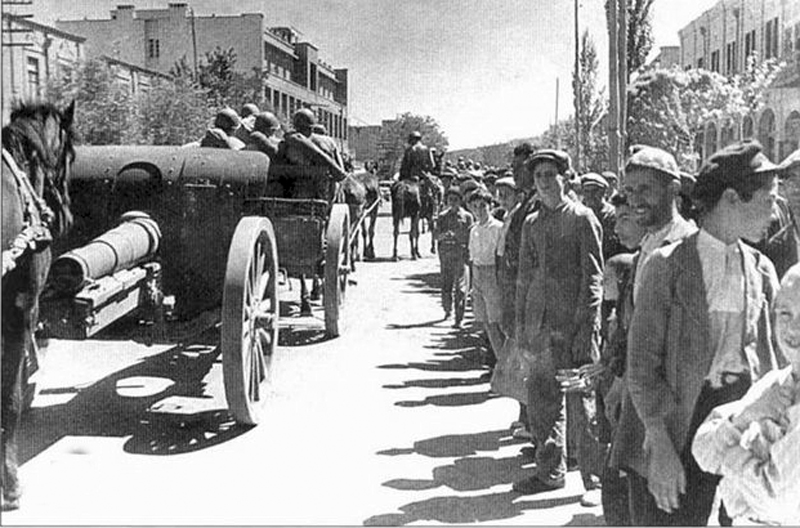
عبور واحد توپخانه ارتش سرخ اتحاد جماهیر شوروی از تبریز.
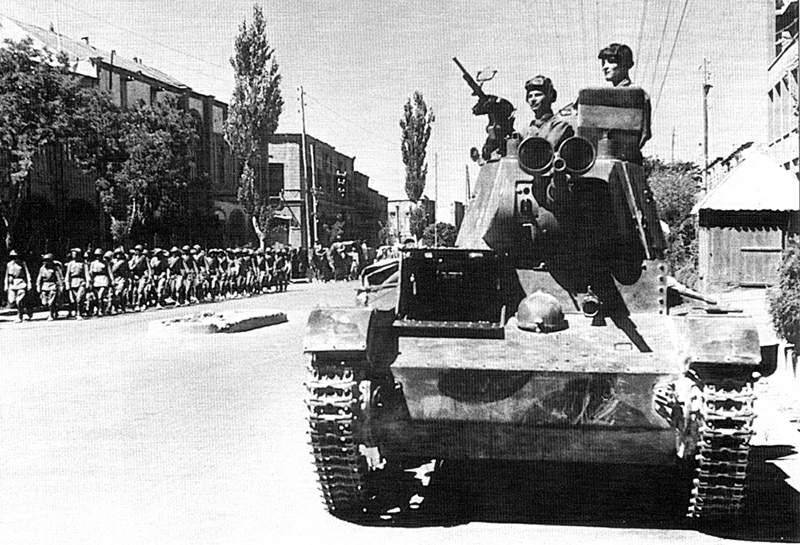
عبور تانک و نیروهای پیاده شوروی از تبریز.
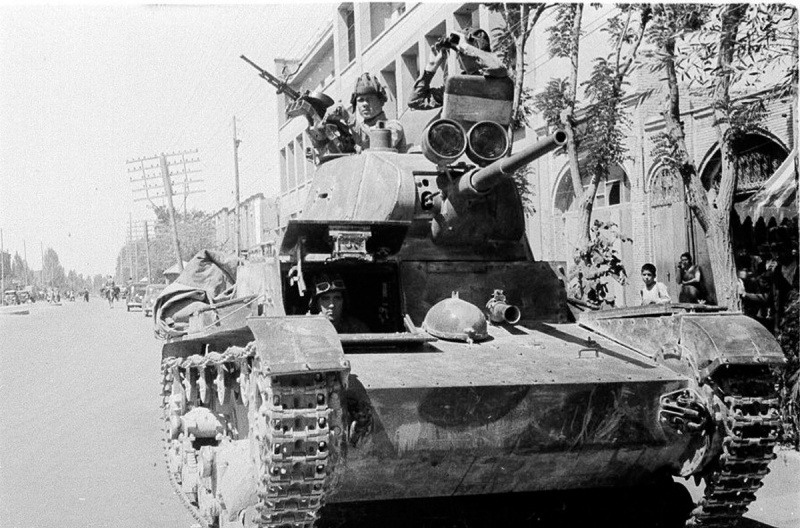
عبور تانک T-26 شوروی خیابان اصلی شهر تبریز.

- ۱۹۴۶
  - قوای اتحاد جماهیر سوسیالیستی شوروی از شمالغرب ایران و از جمله از تبریز عقب‌نشینی کردند.
  - نوامبرحکومت خودمختار آذربایجان از هم پاشید.
- ۱۹۴۷
  - زوئن- دانشگاه تبریز آغاز به کار نمود.
- ۱۹۵۰– فرودگاه بین‌المللی تبریز آغاز بکار کرد.
- ۱۹۵۱– روزنامه آذربایجان آینده شروع به انتشار نمود[۲۶]
- ۱۹۵۶
  - ساختمان کتابخانه ملی تبریز گشایش یافت.
  - ورزشگاه تختی (تبریز) با نام ورزشگاه باغشمال آغاز بکار نمود.
- ۱۹۵۸– موزه آذربایجان گشایش یافت.
- ۱۹۶۷- شرکت ماشین‌سازی تبریز آغاز بکار نمود.
- ۱۹۶۸– شرکت تراکتورسازی ایران آغاز بکار نمود.
- ۱۹۶۹– باشگاه فوتبال ماشین‌سازی تبریز تشکیل شد.
- ۱۹۷۰– باشگاه فوتبال تراکتورسازی تبریز تشکیل شد.
- ۱۹۷۳– بازسازی بنای مسجد کبود (تبریز) به پایان رسید[۲۷]
- ۱۹۷۶
  - بخشی از جام ملت‌های آسیا ۱۹۷۶در ورزشگاه تختی (تبریز) برگزار شد.[۲۸]
- ۱۹۷۷
  - ۱۲ دسامبر - تظاهرات دانشجویان دانشگاه تبریز در سالگرد تأسیس حکومت خودمختار آذربایجان با حمله نیروهای امنیتی به خشونت کشیده شد.[۲۹]
- ۱۹۷۸
  - فوریه - پالایشگاه نفت تبریز آغاز بکار نمود.[۳۰]
  - ۱۸ فوریه - تظاهرات ۲۹ بهمن در تبریز علیه حکومت پهلوی پس از شلیک به یکی از تظاهرکنندگان به خشونت کشیده شد. این حادثه باعث شعلهور تر شدن آغاز انقلاب اسلامی در ایران شد.[۲۹]
- ۱۹۷۹
  - فوریه - تبریز بخشی از کشور جمهوری اسلامی ایران شد.
  - دسامبر - تظاهرات گسترده‌ای برای احقاق حقوق آذربایجانی‌ها برگزار شد.[۳۱]
  - مجله وارلیق فصلنامه آذری‌زبان شروع به انتشار کرد.[۳۲]
- ۱۹۸۰
  - مارچ - تظاهرات علیه حکومت جدید به صورت خشونت بار سرکوب شد.
  - سپتامبر - در آغازین روز جنگ ایران و عراق فرودگاه تبریز مقر پایگاه دوم شکاری نیروی هوایی ایران در این شهر مورد حمله هوایی قرار گرفت.[۳۳]
- ۱۹۸۶
  - اولین دوره تور ایران (آذربایجان) برگزار شد.
  - باشگاه فوتبال شهرداری تبریز آغاز بکار نمود.
- ۱۹۸۹
  - دانشگاه صنعتی سهند در تبریز آغاز بکار نمود.
  - دانشگاه شهید مدنی آذربایجان آغاز بکار نمود.[۳۴]
- ۱۹۹۲
  - نمایشگاه بین‌المللی تبریز گشایش یافت.[۳۵]
  - استان آذربایجانشرقی به مرکزیت تبریز به دو استان کوچکتر آذربایجانشرقی و استان اردبیل به مرکزیت شهر اردبیل تشکیل شد.
- ۱۹۹۵
  - ۲۱ می - تظاهرات دانشجویان دانشگاه تبریز علیه برخورد اشتباه با اقلیت‌های آذربایجانی در برنامه‌های سازمان صدا و سیمای جمهوری اسلامی ایران.
- ۱۹۹۶
  - ورزشگاه یادگار امام تبریز افتتاح شد.
  - خانه مشروطه (تبریز) به عنوان موزه مشروطه آغاز بکار کرد.
- ۱۹۹۸
  - حسین فرهنگ‌پور به عنوان شهردار تبریز انتخاب شد.
  - مجتمع پتروشیمی تبریز آغاز بکار نمود.[۳۶]
- ۱۹۹۹
  - ۲۰ تیر - تظاهرات دانشجویان دانشگاه تبریز
  - دانشگاه هنر اسلامی تبریز آغاز بکار نمود.

## قرن ۲۱ام
- ۲۰۰۰– شبکه استانی سهند در مرکز تبریز شروع به پخش برنامه کرد.
- ۲۰۰۱– احتشام حاجی پور به عنوان شهردار جدید تبریز شد.
- ۲۰۰۲
  - مارس: اولین دوره مسابقه بین‌المللی کاریکاتور تبریز مسابقه آغاز شد.
- ۲۰۰۶
  - علیرضا نوین به عنوان شهردار جدید تبریز انتخاب شد.
  - موزه قاجار افتتاح شد.[۳۷] و عصر آهن موزه باز است.[۳۸]
  - هزاران نفر در اعتراض به کاریکاتور روزنامه رسمی (ایران) توهین به اقلیت آذری به تظاهرات کردند.[۳۹]
- ۲۰۰۹ – باشگاه فوتبال گسترش فولاد تبریز شکل گرفت.
- ۲۰۱۰- بازار تبریز به عنوان میراث جهانی یونسکو ثبت شد.
- ۲۰۱۱
  - مرداد: یک اعتراض برای حفظ دریاچه ارومیه توسط پلیس سرکوب شد.[۴۰]
- ۲۰۱۲
  - ۱۸ فوریه: ساخت بلندترین ساختمان وقت تبریز با نام برج بلوربه اتمام رسید.[۴۱]
  - ۱۱ اوت: زلزله در ورزقان تبریز را نیز لرزانید.[۴۲]
- ۲۰۱۳
  - ۱۵ ژوئن: هزاران نفر از ساکنان برای جشن انتخاب ریاست جمهوری حسن روحانی به خیابان‌های ریختند.[۴۳][۴۴]
  - نوامبر: صادق نجفی به عنوان ۵۵امین شهردار تبریز انتخاب شد.[۴۵]
- ۲۰۱۴
  - ۲۹ مارس: تبریز جشن ساعت زمین برای اولین بار با خاموش کردن روشنایی کاخ شهرداری تبریز برگزار نمود.[۴۶]
  - ۲۵ دسامبر: موزه فوتبال تبریز تأسیس شد.[۴۷]
- ۲۰۱۵
  - ۲۷ اوت: اولین قسمت از متروی تبریز، به صورت رسمی راه اندازی شد.[۴۸]

## برای مطالعهٔ بیشتر
- Jean Chardin (1691), The travels of Sir John Chardin into Persia and the East-Indies, through the Black Sea, and the country of Colchis, London: Christopher Bateman, p. 352+ {{citation}}: More than one of |authorlink= و |author-link= specified (help)
- William Ouseley (1823), "(Tabriz)", Travels in various countries of the East; more particularly Persia, London: Rodwell and Martin, OCLC 4198311 {{citation}}: More than one of |OCLC= و |oclc= specified (help); More than one of |authorlink= و |author-link= specified (help); More than one of |chapterurl= و |chapter-url= specified (help)
- Evliya Çelebi (1834). "(Tabriz)". Narrative of Travels in Europe, Asia, and Africa, in the Seventeenth Century. Vol. 2. Translated by Joseph von Hammer-Purgstall. London: Oriental Translation Fund.
- E.A. Brayley Hodgetts (1896). "(Tabreez)". Round about Armenia: the record of a journey across the Balkans through Turkey, the Caucasus, and Persia in 1895. London: Sampson Low, Marston and Co.
- A.V. Williams Jackson (1906), "Tabriz", Persia Past and Present: a Book of Travel and Research, New York: Macmillan {{citation}}: More than one of |authorlink= و |author-link= specified (help); More than one of |chapterurl= و |chapter-url= specified (help)
- Christoph Werner (2000). "The Amazon, the Sources of the Nile, and Tabriz: Nadir Mirza's Tarikh Va Jughrafi-yi Dar Al-saltana-yi Tabriz and the Local Historiography of Tabriz and Azerbaijan". Iranian Studies. 33: 165–184. doi:10.1080/00210860008701980.